# Sécurité transfusionnelle

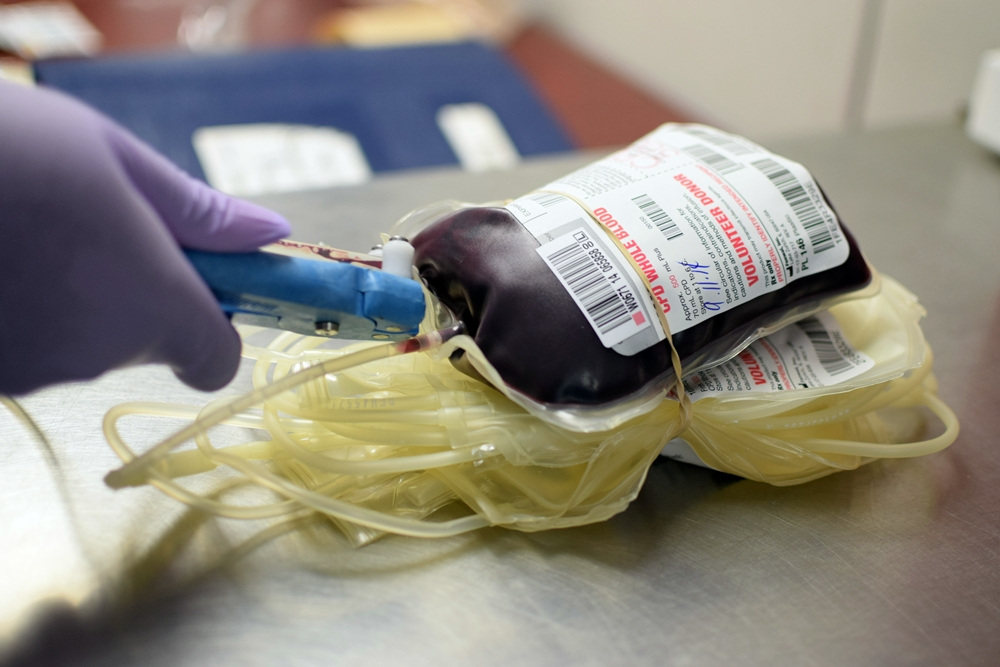
Poche de sang

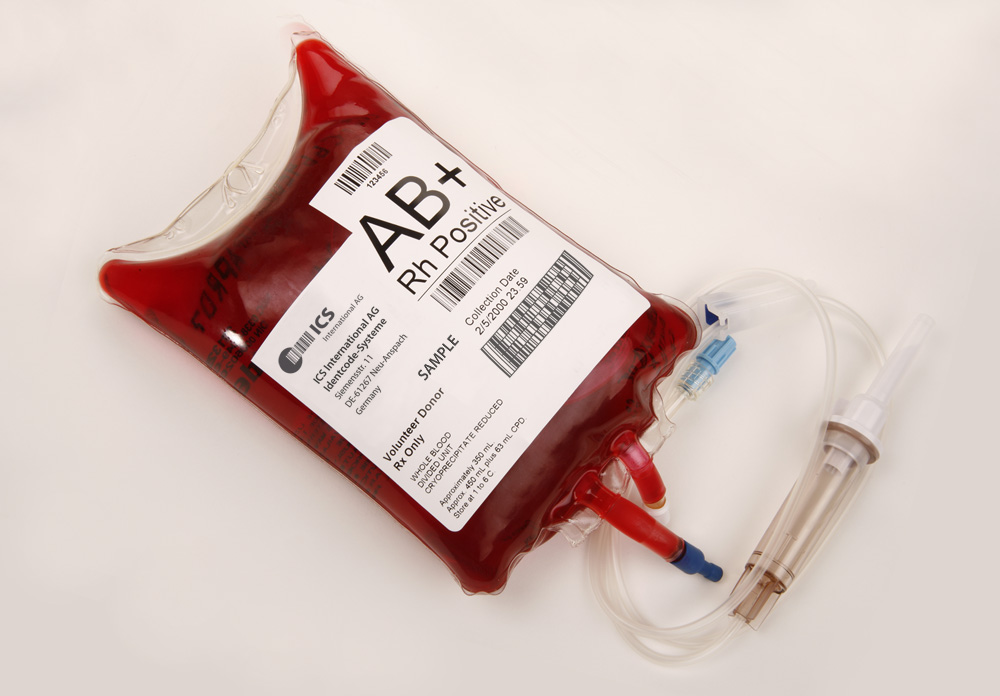
Poche de sang et son étiquetage

La Sécurité transfusionnelle  est définie par la mise en sécurité, maitrisée, de toutes les étapes de la chaine transfusionnelle : du donneur au receveur. Elle concerne donc l'ensemble de la chaine des mesures et protocoles de prévention et précaution. Elle passe aussi par la formation du personnel impliqué par cette chaîne.

Ces mesures vont du renforcement de la sélection des donneurs de sang à la bonne désinfection de la peau du receveur. Elles passent aussi par un processus rigoureux de traçabilité, d'organisation et de coordination au niveau national, de la toxicovigilance, pharmacovigilance et veille épidémiologique et bien entendu, du traitement physicochimique adéquat des produits sanguins ; 
Ces mesures se sont construites au fil du temps. Elles ont permis de réduire les risques de transmission de maladies à des taux très bas, et peuvent encore évoluer (au vu des avancées techniques et scientifiques), d'abord pour limite le risque de transmission d'une « infections transmissibles par transfusions » (ITT) du donneur au receveur, et aussi en réponse à quelques scandales (affaire des hormones de croissance, scandale du sang contaminé, farines de vache folle...). 

## Histoire
Alors que les collectes de sang s'organisaient, souvent solidairement, aux niveaux régionaux et nationaux, l'histoire de la sécurité transfusionnelle a d'abord été fondée par l'époque pastorienne et l'hygiénisme, mais aussi par les besoins nouveaux induits par les guerres (guerres mondiales notamment) qui ont nécessité des procédures massives et/ou d'urgence de dons de sang. 
En 1975, l’Assemblée mondiale de la santé adopte une résolution (WHA 28.72) exhortant tous les États-Membres de l'OMS à promouvoir le développement de services nationaux de transfusion sanguine basés sur le don du sang volontaire et bénévole (plusieurs études ayant montré que les dons du sang rémunérés ou familiaux exposent à plus de risque). Cette résolution n'a pas pu être appliquée dans de nombreux pays à IDH bas où en 2010, plus de 60% des dons de sang venaient de donneurs vendant leur sang (contre environ 2% dans les pays à IDH élevés).
Plus récemment l'arrivée du VIH/sida (dans les années 1980) a montré que la vigilance reste de mise. Dans les années 1980 à 2010, certains pays disposaient de stock de sang suffisants, mais qui selon l'OMS, dans les pays pauvres et/ou en situation de guerre ont exposé de nombreux receveurs à des infections, à cause de défauts de sécurité dans le recrutement et la sélection des donneurs, ou par manque de tests de dépistage faits sur le sang donné.
En 2000, l’Établissement français du sang (EFS) est chargé par l'état de la chaine du don : établissement public de l’État, il est l'opérateur civil national unique, ayant donc le monopole du prélèvement, mais aussi de la préparation, de la qualification et de la distribution (approvisionnement et délivrance) des PSL. Côté militaire, c'est le centre de transfusion sanguine des armées [CTSA] qui est son pendant, avec les mêmes missions) ;
En 2010, l'OMS recommande un test systématique pour a minima le VIH, l’hépatite B et la syphilis et « quand cela est indiqué et réalisable, tous les dons de sang devraient aussi être testés pour l’hépatite C, le paludisme et la maladie de Chagas ».
Au niveau mondial, sous l'égide de l'ONU, l'OMS a identifié ce sujet comme étant majeur en termes de santé publique, et a pour cette raison initiée la Collaboration Mondiale pour la Sécurité Transfusionnelle (CMST), qui peut s'appuyer sur une « Base de données mondiale sur la Sécurité transfusionnelle » (BDMST). 
Vers 2010, plus de 75 millions d’unités de sang étaient récoltées par an, venant à 60% de pays à niveau de vie élevé (alors que la majorité de la population vit dans des pays plus pauvres). À cette époque, 83% des humains n'ont accès qu'à 40% de l’approvisionnement mondial en sang et le taux de don par 1 000 habitants est environ 20 fois plus élevé dans les pays à indice de développement humain élevé que dans les pays à IDH bas. 

En 2010 selon la BDMST dans les pays à INH bas ou moyen, plus de 40% du sang donné n’était pas encore testé pour les infections transmissibles par transfusion ; autrement dit : environ 80% des humains n'avaient accès qu'à seulement 20% de l’approvisionnement en sang sécurisé et testé. Le groupage ABO et Rhésus D, de même que l'épreuve de compatibilité montraient étaient pratiqués par plus de 70% des pays, mais pas toujours en suivant les meilleurs protocoles et bonnes pratiques. En 2010, selon l'OMS, plus de 60% des pays à  IDH bas ou moyen n'avaient pas encore de politique nationale ni de guide de bonne pratique dédiés à un bon usage clinique du sang, et quand les substituts du plasma, comme les solutés cristalloïdes et colloïdes existent, ils ne sont pas toujours accessibles aux personnes qui en auraient besoin. 
En 2016, l'OMS a mis à jour (pour la période 2016-2025) son Cadre stratégique pour la sécurité transfusionnelle et la disponibilité des produits sanguins .
Selon Quaranta & al (2017) « Le niveau de sécurité atteint en transfusion sanguine fait actuellement de cette discipline une des mieux maîtrisées des activités de soins ».

## Mesures

### Sélection des candidats au don de sang
Cette sélection se fait sur la base de critères médicaux, car les donneurs doivent être choisis dans des groupes de la population à faible risque. C'est la première barrière posée au risque de transmission d'une infection (bactérienne ou virale). 
Avant que le donneur ne commence à donner son sang, un médecin - lors d'un entretien individuel - examine le passé médical du donneur. 
Il recherche d’éventuels éléments d’exposition aux agents de transmissibilité sanguine. Ce contrôle est renforcé dans le cas le cas des sujets symptomatiques, toxicomanes ou de dont le mode de vie expose à un risque accru de maladie sexuellement transmissible. Il est également renforcé pour des volontaires ayant vécu ou séjourné en pays d’endémie du paludisme ou de la maladie de Chagas.
En cas de doute le don est refusé, au moins temporairement, sous réserve d’analyses complémentaires. 
L’auto-exclusion du donneur et fréquente, après qu'il a reçu les informations de responsabilisation préalable. 
L’exclusion peut aussi se faire a postériori (après que la ponction de sang ait été faite) si le donneur signale un risque nouveau (ex : apparition de symptômes évoquant un état infectieux) ou s'il s'est rendu compte qu'il a omis lors de son passage à son centre de collecte de signaler un risque. Les poches de sang prélevées sont alors immédiatement extraites du circuit de distribution des produits sanguins.

### Sécurité du donneur
Il existe des contre-indications (permanentes ou temporaires) au don, que le médecin va rechercher lors de l'entretien préalable. Il s'agit de problèmes de santé pouvant être accentués par le prélèvement de 400 à 600 mL de sang.
- Contre-indications permanentes : ce sont essentiellement les maladies cardiovasculaires, troubles de la  coagulation du sang, insuffisances respiratoires (asthme grave notamment), diabète traité à l'insuline et quelques maladies graves, chroniques ou à rechute[5].

- Contre-indications temporaires : la principale est l'anémie (qui impose six mois sans don) ; en France un taux minimal d'hémoglobine de 12 g/dL chez une femme, et de 13 g/dL chez un homme est obligatoire pour le don. D'autres cas imposant un délai de récupération avant le don sont :
- la grossesse, un accouchement ou une IVG pratiquée dans les six derniers mois[5] ;
- une chute ou hausse anormale de tension artérielle (le don est stoppé jusqu'à normalisation constatée par le médecin de l'Établissement de transfusion)[5] ;
- l'épilepsie (le don est interrompu jusqu'à 3 ans après la dernière crise et l'arrêt du traitement[5] ;
- quelques loisirs et activités professionnelles (activités en hauteur ou aquatiques, conduite de transports en commun...) sont déconseillées dans les heures qui suivent un don (si elles ne peuvent être décalées, le médecin peut décider de reporter le don[5];
- en cas de don par aphérèse : antécédents de réaction allergique très importante.

## Sécurisation de la chaîne du don
Six étapes (incluant des étapes logistiques, et une traçabilité totale, d'étape à étape) sont à sécuriser : 
1. collecte du sang
2. préparation (transformation d'une « matière première », le sang fraichement prélevé, en produits finaux dit PSL ;
3. qualification biologique de chaque don (étape parallèle à la précédente) ;
4. approvisionnement des stocks de produits finis à répartir dans le maillage transfusionnel (sites ou dépôts) d’une région, voire du territoire national (métropole et DOM en France) ;
5. délivrance (en France : choix du produit adapté aux besoins du receveur identifié, et attribution (sur prescription nominative)). La délivrance se fait dans un site transfusionnel de l’EFS, ou via un dépôt de sang agréé d’un établissement de soin ;
6. transfusion au receveur, dans les meilleures conditions d'hygiène et de sécurité.

En amont, les actions de promotion du don auprès du public contribuent aussi à sécuriser le début de chaîne (si elles sont assorties des informations utiles).

## Vérification biologique du sang donné

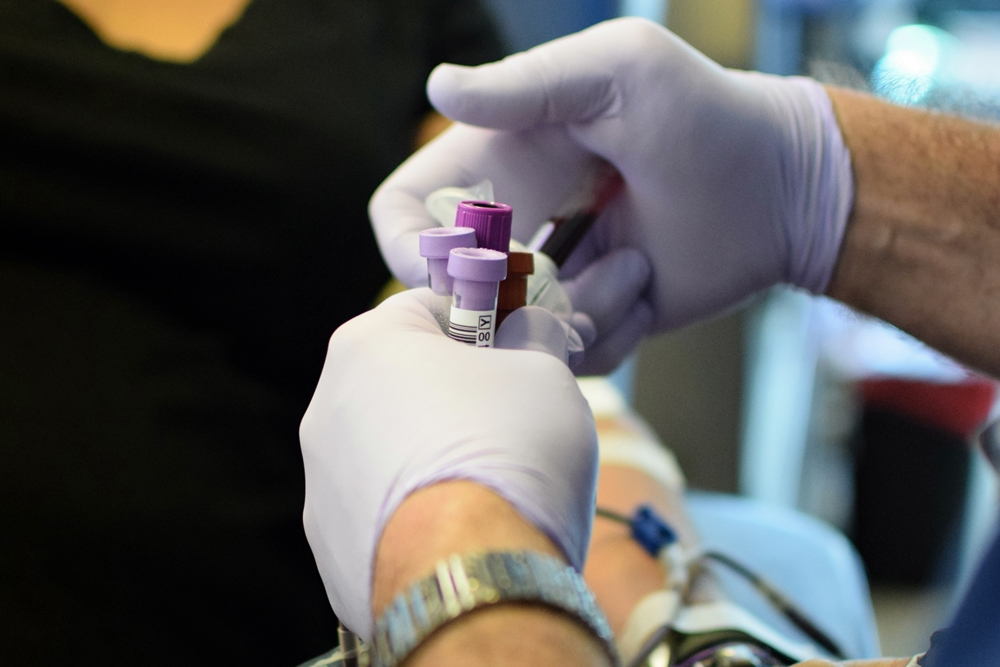
Prélèvements de tubes de sang pour les tests

Dans l'intérêt du donneur, comme du receveur, cette autre action est essentielle. 
C'est une qualification microbiologique, hématologique et immuno-hématologique, validée par les analyses systématiques et obligatoires d’un échantillon du sang donné (pour chaque donneur et chaque don). Des examens facultatifs sont également possibles. 
Une fois le don jugé sûr, une autorisation d’utilisation transfusionnelle des produits sanguins qui en sont issus est donnée. 
Cette étape vérifie a minima la compatibilité immuno-hématologique et que le produit sanguin ne présente pas de risque de transmission de maladies transmissibles par le sang.
Examens faits dans l'intérêt du receveur :
- Tests de compatibilité sanguine donneur-receveur (pour éviter les « allo-immunisations » dues à la formation d'anticorps dirigés contre des antigènes de groupes sanguins étrangers)[5] :
  - Groupes sanguins ABO et Rhésus D (RH1). Lors des 2 premiers dons en France, d'autres antigènes du système Rhésus (C, c, E, e) et l'antigène Kell sont aussi recherchés (et aussi déterminés chez les receveurs)[5] ;
  - Recherche d'anticorps anti-A et anti-B, dont la présence chez le donneur dépend de son groupe ABO[5] ;
  - Recherche d'anticorps dirigés contre d'autres antigènes de groupe sanguin[5].

Tests de dépistage pour la sécurité infectieuse (en France en 2019):
- - virus du Sida (test anticorps et détection du génome viral)[5] ;
  - virus de l'hépatite B (test antigène HBs et test anticorps anti-HBc)[5] ;
  - virus de l'hépatite C (test anticorps et détection du génome viral)[5] ;
  - virus HTLV-I /II (test anticorps)[5] ;
  - syphilis [5] ;
  - paludisme (non-systématiques, uniquement fait si le donneur a séjourné même il y a longtemps, dans une région où ces parasites sévissaient)[5] ;
  - maladie de Chagas (non systématique, pour les mêmes raisons que ci-dessus).

Pour certains types de dons et de besoins pour les receveurs (ou la Recherche), des tests complémentaires sont faits, dont pour déterminer d'autres groupes sanguins (Duffy, Kidd, MNS, etc.) ou dépister des anticorps anti-cytomégalovirus (CMV).

## Information du donneur
Le donneur est en retour informé si son sang présentait des anomalies lors des analyses.

## Enquêtes
Des enquêtes sont lancées en cas de résultats anormaux de donneurs. 

## Vigilance transfusionnelle
Commet toute vigilance sanitaire, la vigilance transfusionnelle se base sur un système d’information conçu comme processus continu de recueil, d’analyse et de diffusion standardisés de données. Elle doit aider à la décision et permettre des analyses rétrospectives (retours d'expérience...) pour tout ou partie des activités de la chaine de transfusion. Elle associe plusieurs types de vigilance (épidémiovigilance, hémovigilance, identitovigilance, réactovigilance, matériovigilance (ex : on a constaté que certains plastiques médicaux contenaient des perturbateurs endocriniens, susceptible de contaminer le sang ou des produits sanguins), biovigilance, protection des données et des archives informatiques, etc.) et implique donc une approche pluridisciplinaire.
Il s'agit d'une surveillance, notamment épidémiologique, d'effets (inattendus ou indésirables) de la transfusion portant notamment sur le risque iatrogène et plus globalement s'appuyant sur une évaluation de la qualité de la chaîne décrite plus haut.

## Utilisation des données pour la Recherche
Les résultats des milliers d’analyses de sang ainsi recueillis peuvent être anonymisés et contribuer à des missions de santé publique (études épidémiologiques). Des donneurs particuliers peuvent être ponctuellement recherchés pour des études spécifiques. 

## Stérilité bactérienne
Le protocole implique un dispositif de recueil stérile, clos et à usage unique, commençant au prélèvement du donneur et aboutissant à la transfusion du malade. 

La première étape (le prélèvement) est essentielle, avec notamment une désinfection rigoureuse de la peau. 
Aucun test systématique de stérilité des PSL n'étant assez efficace pour prévenir avec certitude le risque bactérien transfusionnel. Des techniques d'inactivation des pathogènes sont donc aussi mobilisées, efficacement, mais uniquement sur les concentrés de plaquettes (ce qui plaide pour leur large utilisation). 
Enfin, les ouvertures de poches ou de circuit nécessaires pour certaines transformations du PSL impliquent là aussi de strictes précautions pour le respect de la stérilité, et des délais d'intervention aussi courts que possible (selon des protocoles précisés par la réglementation en vigueur)

## Produits déleucocytés
La Leuco-réduction des PSL se fait toujours en moins de 24 h après le don, via un filtre intégré au dispositif de prélèvement. Cette opération n’altère pas la durée de conservation du produit si la technique est mise en œuvre en système clos (c’est presque toujours le cas). Le procédé diminue le risque de transmission de virus vraiment intra-leucocytaires : cytomégalovirus (CMV), HTLV-I/II, virus du groupe des Herpès).

## Réduction microbiologique et sécurisation des PSL
En France deux méthodes sont utilisées pour traiter le plasma thérapeutique : 
1. le procédé physicochimique dit des « solvants détergents » (SD) qui détruit les pathogènes dotés d’une membrane en attaquant ces membranes (comme notamment VIH, VHB et VHC) ;
2. - l'exposition lumineuse d’un psoralène qui, intercalé dans les acides nucléiques et exposé à un rayonnement ultraviolet (UVA), bloque définitivement toute possibilité de réplication ; en attaquant l'acide nucléique des pathogènes qui en sont pourvus (virus, bactéries, parasites).

Aucune de ces deux méthodes n'est efficace contre le prion pathogène, mais à la différence de tissus nerveux ou ganglionnaires, le sang n'est pas réputé vecteur de prions chez l'Homme, en tous cas pas le prion responsable de la maladie de Creutzfeldt-Jakob classique. Par contre des données venant du Royaume-Uni (1er pays en termes de nombre de personnes exposées à la maladie de la vache folle) montrent que le variant dit de la vache folle, a déjà, exceptionnellement été ainsi transmis. 29 donneurs identifiés porteurs du prion de la MCJ ont donné du sang transfusés à 211 receveurs (dont cinq sont morts ou ont été atteints de démence, mais qui ne seraient pas du type MCJ). Et 18 donneurs identifiés ensuite porteurs de la maladie de la vache folle ont donné du sang (sur 24 donneurs retrouvés parmi 177 personnes atteintes de la maladie de la vache folle au Royaume-Uni. En 2017, seuls 3 cas de cette maladie ont été signalés parmi les 67 destinataires du sang contaminé, et un autre destinataire
présentait après la mort un dépôt anormal de protéine prion dans la rate. Aucun cas récent n'a été signalé associé à une transfusion. 

## Formation
Toutes les étapes de la transfusion sanguine doivent être rigoureusement exécutées, ce qui implique une formation approfondie et multidisciplinaire pour le personnel qui y est affecté, notamment les médecins et recruteurs de donneurs, le personnel affecté à la collecte du sang, aux analyses en labo et tous les acteurs des services qualité. Un rapport OMS de 2010 avait conclu qu'alors dans le monde 72% des pays manquaient encore de moyens de formation, et que de nombreux agents de la chaine de transfusion n'étaient pas encore dans ces pays familiarisés avec les notions et processus de démarche qualité (« qui peuvent améliorer l efficacité, sans efforts ou ressources supplémentaires ». L'OMS encourage l'amélioration continue de la sécurité transfusionnelle, dont par un « Projet de Gestion de la Qualité en Transfusion Sanguine » lancé en 2000. Avec le développement de l'Internet sont aussi apparues des E-formations